# Pileru
Pileru es una ciudad censal situada en el distrito de Chittoor en el estado de Andhra Pradesh (India). Su población es de 41489 habitantes (2011). Se encuentra a 57 km de Chittoor y a 158 km de Bangalore. 

## Demografía
Según el censo de 2011 la población de Pileru era de 41489 habitantes, de los cuales 20677 eran hombres y 20812 eran mujeres. Pileru tiene una tasa media de alfabetización del 83,23%, superior a la media estatal del 67,02%: la alfabetización masculina es del 89,58%, y la alfabetización femenina del 76,99%.